# Nábrád
Nábrád is een plaats (község) en gemeente in het Hongaarse comitaat Szabolcs-Szatmár-Bereg. Nábrád telt 958 inwoners (2001).